# Dianthus acicularis
Dianthus acicularis is een plant uit de anjerfamilie (Caryophyllaceae). De botanische naam werd gepubliceerd door Carl Friedrich von Ledebour.

## Kenmerken
De soort groeit tot een hoogte tussen de 15 en 30 cm. De bladeren van de soort zijn naaldvormig en bereiken een lengte van 1 à 3 cm en een breedte van 0,5 à 1,2 mm. De witte bloemen zijn relatief groot en staan zelfstandig of in clusters van twee of drie. De kroonbladeren bereiken een lengte van 33 à 35 mm, zijn omgekeerd eirond en tot op een derde van de lengte gekarteld. Bloeit tussen juni en juli.

## Verspreiding
De soort komt voor in het oosten van Europees Rusland, het Oeralgebergte, West-Siberië en de aanliggende delen van Kazachstan. De soort wordt vooral waargenomen op hellingen in het zuidelijk deel van de bossteppegordel.
... · 
D. acicularis ·  
D. alpinus (Alpenanjer) ·  
D. armeria (Ruige anjer) ·  
D. barbatus (Duizendschoon) ·  
D. callizonus ·  
D. carthusianorum (Kartuizer anjer) ·  
D. caryophyllus (Tuinanjer) ·  
D. chinensis (Chinese anjer) ·  
D. deltoides (Steenanjer) ·  
D. gratianopolitanus (Rotsanjer) ·  
D. hypanicus ·  
D. lumnitzeri ·  
D. plumarius (Grasanjer) ·  
D. sternbergii ·  
D. superbus (Prachtanjer) ·  
D. sylvestris (Bosanjer) ·    
...